# Resolutie 1730 Veiligheidsraad Verenigde Naties
Resolutie 1730 van de Veiligheidsraad van de Verenigde Naties werd unaniem door de VN-Veiligheidsraad aangenomen op 19 december 2006 en nam de procedure aan die moest worden gevolgd om iemand of een entiteit te schrappen van de lijst waartegen ingestelde sancties golden.

## Inhoud

### Waarnemingen
Sancties waren een belangrijk instrument van de Veiligheidsraad om de internationale vrede en veiligheid te handhaven en te herstellen. Alle lidstaten waren verplicht opgelegde sancties uit te voeren. Er moesten duidelijke richtlijnen zijn voor het plaatsen op en schrappen van personen en entiteiten op de sanctielijsten.

### Handelingen
De Veiligheidsraad vraagt bij deze de schrappingprocedure in bijlage aan en vroeg de secretaris-generaal om binnen het Secretariaat van de Verenigde Naties een punt op te richten dat vragen om van een sanctielijst te worden geschrapt moest ontvangen. Ook werden de sanctiecomités (als sancties werden ingesteld werd ook een comité opgericht om erop toe te zien) opgedragen hun richtlijnen aan te passen.

### Schrappingprocedure
Het punt binnen het Secretariaat moest de aanvragen voor schrapping ontvangen en behandelen. De aanvraag moest worden doorgestuurd naar de betrokken overheden (die van burgerschap en verblijfplaats) die hun zeg moesten kunnen doen. Die aanbevelingen gingen dan samen met de aanvraag naar het betrokken sanctiecomité. Als een van diens leden achter de schrapping stond kwam dat op de agenda van dat comité en werd zo een beslissing genomen. Ander was de aanvraag verworpen.

## Verwante resoluties
- Resolutie 1617 Veiligheidsraad Verenigde Naties (2005)
- Resolutie 1699 Veiligheidsraad Verenigde Naties
- Resolutie 1732 Veiligheidsraad Verenigde Naties
- Resolutie 1947 Veiligheidsraad Verenigde Naties (2010)

Lijst ·  1652 ·  1653 ·  1654 ·  1655 ·  1656 ·  1657 ·  1658 ·  1659 ·  1660 ·  1661 ·  1662 ·  1663 ·  1664 ·  1665 ·  1666 ·  1667 ·  1668 ·  1669 ·  1670 ·  1671 ·  1672 ·  1673 ·  1674 ·  1675 ·  1676 ·  1677 ·  1678 ·  1679 ·  1680 ·  1681 ·  1682 ·  1683 ·  1684 ·  1685 ·  1686 ·  1687 ·  1688 ·  1689 ·  1690 ·  1691 ·  1692 ·  1693 ·  1694 ·  1695 ·  1696 ·  1697 ·  1698 ·  1699 ·  1700 ·  1701 ·  1702 ·  1703 ·  1704 ·  1705 ·  1706 ·  1707 ·  1708 ·  1709 ·  1710 ·  1711 ·  1712 ·  1713 ·  1714 ·  1715 ·  1716 ·  1717 ·  1718 ·  1719 ·  1720 ·  1721 ·  1722 ·  1723 ·  1724 ·  1725 ·  1726 ·  1727 ·  1728 ·  1729 ·  1730 ·  1731 ·  1732 ·  1733 ·  1734 ·  1735 ·  1736 ·  1737 ·  1738